# リアライズ・イノベーションズ
リアライズ・イノベーションズ株式会社（英: Realize Innovations Corp.、略称：RIV）は、モバイル関連のソリューション開発を主な事業とする日本の企業。ソフトバンクグループのSBメディアホールディングス株式会社の完全子会社。

## 概要
ソフトバンクグループにおいて、VRやモビリティ、センシングやAI等の新規事業の立ち上げを中心に行なっている。創業以来、モバイル向けコンテンツやポータルサイトの提供、京都市のコミュニティサイクルの管理システム、福岡ソフトバンクホークスの「ホークスICチケット」、スマートフォンとGPSを使った「タクシー配車システム」（世界初）など、各種ソリューションの開発・提供を行なっている。

## 沿革
- 2000年5月1日 - 「ソフトバンク・モバイル株式会社」設立。
- 2004年
  - 8月3日 - 社名を「リアライズ・モバイル・コミュニケーションズ株式会社」へ変更[3]。
  - 6月16日 -  iモードFeliCa対応のPC-POS顧客管理システムを開発[4]。
- 2005年
  - 8月3日 - 福岡ソフトバンクホークス向けにFelicaを利用したチケットシステム「ホークスICチケット」を提供[5][6]。
  - 12月15日 - 一般財団法人日本情報経済社会推進協会（JIPDEC）よりプライバシーマーク付与認定を取得[7]。
- 2008年3月5日 - NFCを活用したPC-POS会員管理システムを開発[8]。
- 2009年3月 - 親会社がソフトバンククリエイティブ（後のSBクリエイティブ）からソフトバンクメディアホールディングス（現・SBメディアホールディングス）へ変更。
- 2010年
  - 2月25日 - 総務省のICT経済・地域活性化基盤確立事業として「携帯電話を活用した外国人ビジター調査、多言語観光ナビゲーションを可能とする携帯端末の貸出サービスの実証」を受託[9]。
  - 3月30日 - アーキエムズと共同で京都市内のコミュニティサイクル事業「まちかどミナポート」を開始[10][11]。
  - 6月10日 - ソフトバンク新30年ビジョンコンテストで、当社社員による「ロボットをテーマとする企画」が優勝し、ソフトバンクがロボット事業へ参入[12]。
  - 11月26日 - 名古屋市のフジタクシーとスマートフォンを使ったタクシー配車管理の実証実験を開始[13]。
  - 12月16日 - EPUB形式のコミックビューアを開発[14]。
- 2011年
  - 6月27日 - 本社を現在地へ移転[15]。
  - 11月1日 - スマホを活用したクラウド型タクシー配車管理システム「SMART」をフジタクシーへ導入[16]。
- 2013年4月24日 - グランフロント大阪でUMEGLE-CHARI事業開始[17]
- 2014年
  - 4月18日 - モバイルコンピューティング推進コンソーシアム主催「MCPCアワード2014」でタクシー配車管理システム「SMART」が優秀プロダクト賞受賞[18]。
  - 10月1日 - 電子書籍コミック専門のストアアプリ「Trision Books」を提供[19]。
- 2015年
  - 1月30日 - 春日大社にてiBeaconによる外国人観光客向け奈良県公式音声ガイドアプリ「Nara Audio Guide」の実証実験[20]。
  - 6月30日 - クリーンビーコンを用いたヒューマンナビゲーション社会実装実証事業がクリーンデバイス社会実装推進事業に採択される[21][22]。
  - 10月16日 - スマホを用いたデリバリー型レンタサイクルサービスを発表[23]。
- 2023年7月1日 - 社名を「リアライズ・イノベーションズ株式会社」に変更。

## クリーンデバイス社会実装推進事業
日立製作所及びサイバー創研と共同で行う「クリーンビーコンを用いたヒューマンナビゲーション社会実装実証事業」が国立研究開発法人新エネルギー・産業技術総合開発機構（NEDO）による「クリーンデバイス社会実装推進事業」の委託予定先に採択されている。
これはBluetooth LEビーコンを用いてスマートフォンなどを活用し多言語観光サービス、災害時避難誘導支援、商業施設館内誘導といったヒューマンナビゲーションサービスの有効性を実証していくものである。通常ビーコンは電池交換などの定期メンテナンスが必要だが、Bluetooth LEビーコンは無給電で24時間動作しメンテナンスフリーと言われている。